# Brendan Griffin (Politiker, 1982)

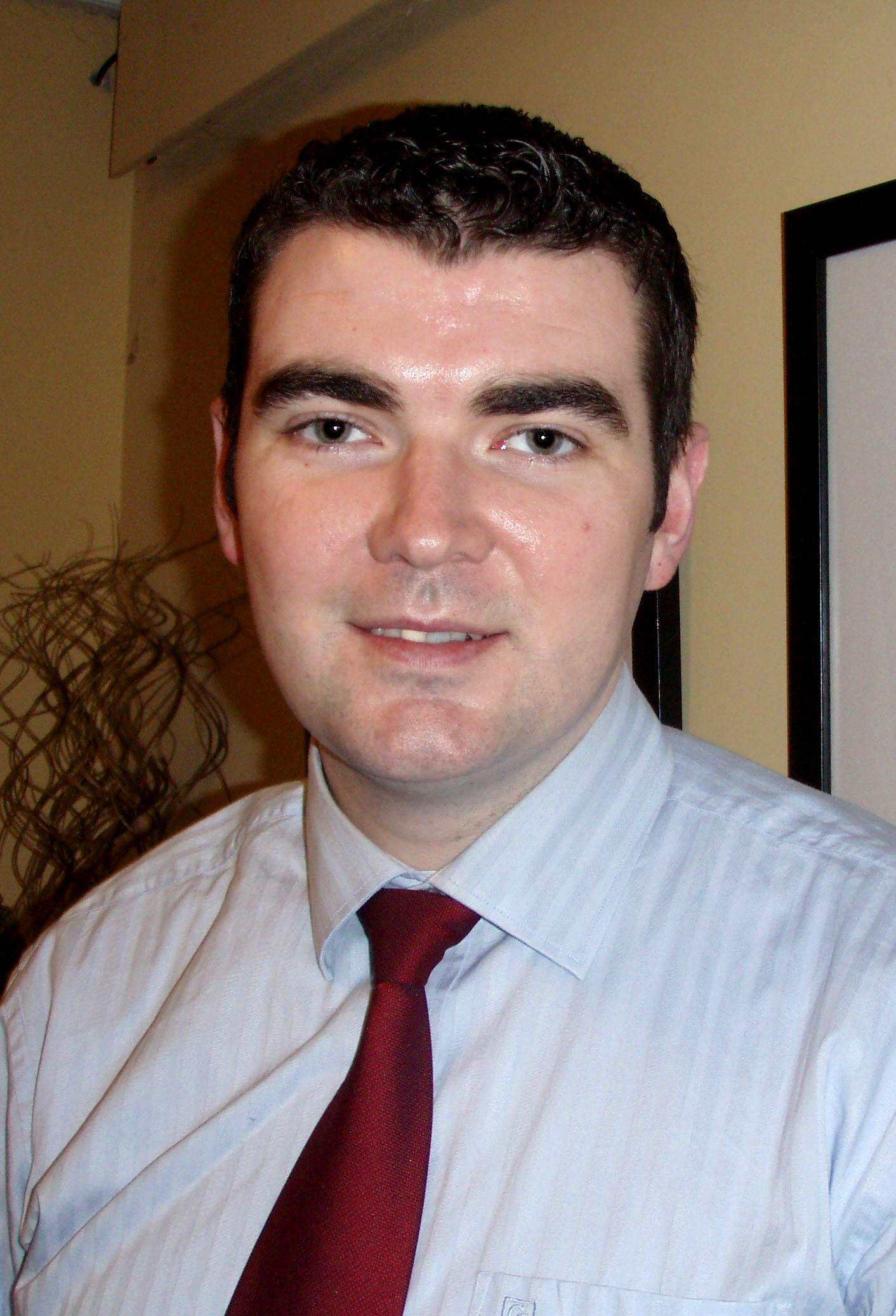
Brendan Griffin (2012)

Brendan Griffin (* 14. März 1982 in Cork, Irland) ist ein irischer Politiker der Fine Gael.

## Leben und Familie
Griffin erwarb seinen Abschluss an der University of Galway. Er ist mit Róisin seit 2010 verheiratet, mit der er zwei Kinder hat. Sein Cousin Matt Griffin ist Kommunalpolitiker.

## Politik
2004 war er bei der Kommunalwahl zum Kerry County Council noch nicht erfolgreich. Jedoch gelang es ihm, von 2009 bis 2011 einen Sitz zu erhalten. Griffin kandidierte bei den Wahlen zum Dáil Éireann 2011 erfolgreich für den Wahlkreis Kerry South und zog als Teachta Dála in den Dáil Éireann ein. 2016 wurden die Wahlkreise neugeordnet. Griffin trat unter schwierigen Umständen für seine Partei Fine Gael im Wahlkreis Kerry an. Trotz eines knappen Ergebnisses war der Wiedereinzug in den Dáil Éireann ein beachtlicher Erfolg für Griffin. Am 20. Juni 2017 ernannte ihn Taoiseach Leo Varadkar zum Staatsminister für Tourismus und Sport im Verkehrsministerium der Regierung Varadkar I. 2020 blieb Griffin erfolgreicher Kandidat. In der Regierung Martin I wurde er zum stellvertretenden Government Chief Whip ernannt. Bei dem Wechsel zur Regierung Varadkar II im Dezember 2022 blieb er unberücksichtigt. Im Januar 2023 erklärte er, dass er sich aus der Politik zurückziehen wolle.